# رجل يوانمو
رجل يوانمو (في الصينية المبسطة:元谋人 ; الصينية التقليدية: ; 元謀人 الصينية البينينية: Yuánmóu Rén)، هومو إريكتوس يوانموينسيس، يشير إلى جنس الهومو الذي بقاياه، إثنين من القواطع، تم اكتشافها بالقرب من قرية داناوو في مقاطعة يوانمو في جنوب غرب محافظة يونان، الصين. لاحقًا، الآثار الصخرية، أجزاء من عظام حيوانات تبين علامات أعمال بشرية ورماد من نيران المخيمات تم إسخراجها أيضاً من الموقع. الأحافير معروضة في المتحف الوطني الصيني في بكين.

## الاكتشاف
بقايا رجل يوانمو تم اكتشافها في شهر الأول من شهر مايو من عام 1965، من قِبَل العالم الجيولوجي فانغ كيان، الذي كان يعمل لصالح معهد بحوث الميكانيكا الجيولوجية. بنائًا على التأريخ البالايومغناطيسي للصخرة التي وجدت فيها، تم تقدير عمر الأحافير بحوالي 1.7 سنة وبهذا قدموا أوائل الأحافير العائدة إلى أسلاف البشر في الصين وشرق اسيا. كان يُعتَقد فيما سبق أنه مسبوق بـ"رجل ووشان"، ولكن تبين فيما بعد أنه ستيم-أورغاتان، (بونجيني).

## التأريخ
تم التشكيك بالتأريخ بصورة غير مباشرة من قِبل جيوفيري بوب الذي ناقش بأن الدليل لا يدعم ظهور القردة العليا في آسيا قبل مليون سنة مضت. (هذا الشك ازداد منذ ذلك الوقت، مع ظهور نتائج جديدة خلال الـ25 سنة الأخيرة). ما زال يوجد، بالرغم من ذلك، خيارات متعارضة فيما يخص عمر رجل يوانمو، في عام 1978 اُقترح أن العضو 4 في الجزء العلوي من الطبقة هو بليستوسين وسطي ويجب أن يحدد شانغ بانغ Fm، بينما الرواسب التي تم الكشف عنها في شاغو تحتوي على Enhydriodon cf. falconeri يجب أن تحدد بشاغو Fm مع عمر بيلوسيني.
ليو وآخرون. في عام 1983 اعتقدوا بأن عمر رجل يونامو كان بليستوسيني متوسط، لم يتعدى 0.73 مليون سنة، وكانت على الأرجح معاصرة لرجل بيكينك. من ثم، كيان في عام 1985 أجرى دراسات إضافية على عمر رجل يونامو، ولكنه حصل على عمر 1.7 مليون سنة، أو بليستوسيني مبكر. هذه التحقيقات ولَّدت نقاشًا نافعًا، على الرغم من استمرار الآراء المتضاربة فيما يتعلق بالبيئة الترسبية، علم المناخ القديم، التجلد وجوانب اُخرى.
بحسب كيان وآخرون. في عام 1991، التواريخ التي تم تقديرها بالطريقة باليومغناطيسية بالقرب من مكان اكتشاف السن تقارب 1.7 مليون سنة. بحث أقدم بواسطة ليو ودينغ (1984) لاحظ أن التسلسل الحيواني في هذا الموقع معكوس، مع أنواع منقرضة أكثر في المستويات العليا من العميقة، وبالاعتماد على هذا الدليل فهم يقترحون وضع عمر رجل يونامو في العصر البليستوسيني المتوسط، الذي يقدّر بحوالي 0.5 إلى 0.6 مليون سنة.